# Xavier Niel
Xavier Niel (Maisons-Alfort, 25 agosto 1967) è un imprenditore francese.
Attivo nel settore delle telecomunicazioni e delle tecnologie industriali, è primariamente conosciuto come fondatore e azionista di maggioranza della compagnia francese Iliad, di cui è presidente. È inoltre co-proprietario del quotidiano Le Monde, co-proprietario dei diritti della canzone My Way e del marchio Lunettes Pour Tous (occhiali a basso costo), proprietario di Monaco Telecom. Siede anche nel consiglio di amministrazione del fondo di investimento americano KKR e nel consiglio di Unibail Rodamco Westfield.
A novembre 2020, la rivista Forbes ha stimato il suo patrimonio a $9,1 miliardi.

## Biografia
Xavier Niel è nato il 25 agosto del 1967 a Maisons-Alfort, nella banlieue a sud-est di Parigi. Di origini modeste, è cresciuto nella città di Créteil dove ha frequentato dapprima la scuola Allezard, successivamente il collège Louis Pasteur ed infine il collège de Maillé, scuola privata cattolica, nella quale è rimasto sino al 1983. A quattordici anni ha ricevuto il suo primo computer come regalo di compleanno e a 16 ha cominciato a sviluppare applicazioni per il Minitel. Ha conseguito il baccalauréat scientifico al lycée Saint-Michel-de-Picpus, un istituto privato parigino; si è poi iscritto ad un corso preparatorio alle Grandes écoles senza, tuttavia, concluderlo.
Ancora studente, Niel ha creato il Minitel rose, un servizio di messaggeria rosa per Minitel che si è rivelato la sua fortunata porta di lancio; pur continuando a investire nel mercato delle hot line e dei sex shop, ha cominciato a diversificare i suoi interessi lanciando nel 1994 Worldnet, il primo internet service provider (ISP) francese e, nel 1999, Free, il quale deve il nome al codice Minitel di Xavier Niel dell'epoca.

## Attività imprenditoriale
Telecomunicazioni
Xavier Niel possiede operatori in tutto il mondo attraverso le sue due società: Iliad e NJJ Holding (dal nome dei suoi figli Jules e John).
Attraverso la sua società NJJ Holding, non quotata in borsa, ha acquistato nel 2014 il 55% di Monaco Telecom per 322 milioni di euro.
Lo stesso anno ha acquistato in Svizzera la società Salt Mobile (precedentemente Orange) per un importo di 2,3 miliardi di euro.
A novembre 2015 ha acquisito una partecipazione del 15% in Telecom Italia per 225 milioni di euro. Rivende le sue azioni nel luglio 2016.
A settembre 2018, tramite Monaco Telecom, ha acquistato l'operatore cipriota MTN Cyprus per 260 milioni di euro, l'operatore verrà ribattezzato Epic a giugno 2019.
Nell'aprile 2018 ha acquistato oltre il 60% dell'operatore irlandese Eir.
Niel sta investendo anche in Africa acquistando nel 2018 l'operatore senegalese Tigo, che nel 2019 sarà ribattezzato Free Senegal. Ha inoltre acquisito una partecipazione nell'operatore Telma 2016.
A marzo 2020 ha annunciato di aver acquistato l'operatore maltese Vodafone Malta, che diventerà Epic Malta a novembre 2020. L'operazione è costata 250 milioni di euro.
Editoria e altri media
Nel 2010, insieme ad altri due soci, l'imprenditore della moda Pierre Bergé, ex compagno di Yves Saint Laurent, e l'ex politico Matthieu Pigasse, ha fatto parte di una cordata che ha rilevato la proprietà del prestigioso quotidiano Le Monde. L'allora presidente Nicolas Sarkozy cercò di ostacolare questa operazione, sapendo che Niel finanziava due siti di giornalismo d'inchiesta schierati a sinistra e temendo che il giornale potesse assumere un atteggiamento di feroce opposizione in vista delle elezioni presidenziali del 2012, ma l'assemblea dei dipendenti del giornale e il consiglio di amministrazione espressero voto favorevole all'acquisto da parte dei tre soci.
Sempre nel 2010, Niel ha investito in diverse startup attive in ambiti multimediali, quali Mediapart, Bakchich, Vendredi, la piattaforma di condivisione video Vpod e il servizio di streaming musicale on demand Deezer. È inoltre membro del consiglio di amministrazione di Ateme, società specializzata in tecnologie di compressione video digitale.
Nel dicembre 2017 acquisisce, con altri tre azionisti, il 40% della quota azionaria della rivista letteraria Le Nouveau Magazine Littéraire.
Nel febbraio 2020, tramite la sua holding personale, ha acquisito il 100% del Gruppo Nice-Matin, che pubblica Nice-Matin, Var-Matin e Monaco-Matin. Possiede anche l'11% del quotidiano marsigliese La Provence, di cui Bernard Tapie è l'azionista di maggioranza.
Nel marzo 2020 ha acquistato il quotidiano France-Antilles dal tribunale commerciale di Fort-de-France, quotidiano distribuito nelle Antille e in Guyana francese.
Nel giugno 2020, tramite la sua compagnia NJJ Presse, Xavier Niel ha acquistato il quotidiano di sport equestri Paris-Turf dal tribunale commerciale di Bobigny per un milione di euro.
Educazione e formazione
Nel settembre del 2011, ha collaborato con gli imprenditori Jacques-Antoine Granjon e Marc Simoncini per dar vita all'École Européenne des Métiers de l'Internet (EEMI), ovverosia una scuola privata atta a preparare gli studenti alle professioni del web per formare nuovi manager, cosiddetti "nativi digitali".
Il 26 marzo 2013, Xavier Niel con Florian Bucher e Nicolas Sadirac Kwame Yamgnane annuncia l'apertura della scuola École 42. Si tratta di un progetto di nuova concezione che promuove un sistema educativo libero e gratuito – finanziato interamente con fondi propri per un importo stimato di settanta milioni di euro su un periodo di dieci anni – dedicato alla programmazione e alle nuove professioni dell'era digitale. L'iscrizione non prevede, infatti, conoscenze pregresse o prerequisiti quali l'aver conseguito attestazioni o diplomi; l'unico vincolo è dato dall'età, in quanto l'accesso è riservato ai giovani dai diciotto ai trent'anni.
Il progetto si è rivelato di forte successo in Francia, tant'è che il modello è stato esportato all'estero: dapprima negli Stati Uniti, dove nell'estate del 2016, una filiale diretta della scuola, denominata 42 Silicon Valley, ha aperto i battenti a Fremont in California, nell'omonima Silicon Valley; successivamente in Belgio nel 2018, con L'école 19, una filiale in franchising sita a Uccle.
Infine, non sono mancate emulazioni, così come occorso nel contesto italiano.
Il 23 ottobre 2014, Xavier Niel ha annunciato la creazione del più grande incubatore di start-up del mondo, nel tredicesimo arrondissement di Parigi, all'interno della Halle Freyssinet, un'ex stazione ferroviaria. Xavier Niel finanzia la maggior parte del progetto investendo 250 milioni di euro. Il 29 giugno 2017 a Parigi ha inaugurato il campus della “Station F” alla presenza del presidente Emmanuel Macron.
Occhiali a basso costo
Nel maggio 2014 Niel investe un milione di euro fondando insieme a Paul Morlet, giovane imprenditore di Lione che ha una start-up di occhiali con scritte personalizzate e gli ha indirizzato una lettera all'Ècole 42 proponendogli le sue idee,  il marchio Lunettes Pour Tous con un primo negozio a Parigi: il modello di business è la realizzazione di montature e lenti a basso costo, immediatamente disponibili nei negozi.
Altri investimenti
Xavier Niel ha forse ancora partecipazioni di minoranza discrete, perché non sono pubbliche, nelle start-up prima che siano note al grande pubblico (le principali: Nest Labs, Devialet e Airbnb) o dopo (Square nel 2009, Uber e Snapchat). Questi investimenti non superano mai i 100 milioni di euro quando si prende una quota.
Nel marzo 2010, Xavier Niel ha unito le forze con l'imprenditore e business angel Jérémie Berrebi per lanciare il proprio fondo di investimento, Kima Ventures. Questo fondo di investimento mira a investire, in tutto il mondo, in 50-100 start-up all'anno per un investimento medio di 150.000 euro. Pertanto, a maggio 2019, Kima Ventures ha investito in 750 start-up. Alla fine del 2010, il media americano Business Insider ha citato Kima Ventures come il fondo di business angel più attivo al mondo per numero di partecipazioni. Dal 2015 è Jean de la Rochebrochard, uno degli uomini di fiducia di Xavier Niel, a prendere il testimone da Jérémie Berrebi.
Nell'ottobre 2020, ha acquisito una partecipazione in il colosso mondiale dello shopping e del retail real estate Unibail-Rodamco-Westfield attraverso la sua società NJJ Holding, il consorzio ha annunciato di aver superato la soglia del 5% il 22 ottobre 2020 ed è riuscito a sconfiggere l'aumento di capitale a seguito del voto degli azionisti del 10 novembre 2020, quest'ultimo ha conseguentemente ottenuto tre seggi nel consiglio di sorveglianza della società.
Il 6 aprile 2021, ha annunciato di possedere il'15,50% della proprietà di Unibail-Rodamco-Westfield.
L'imprenditore è associato a diversi investimenti immobiliari (negozi, uffici, alloggi, hotel di lusso) e il suo patrimonio immobiliare tramite le sue società è stimato intorno al miliardo di euro.

## Vita privata
Xavier Niel ha avuto i primi due figli, Jules e John, con Catherine Samama, mentre Élisa l'ha avuta dalla compagna Delphine Arnault, figlia di Bernard Arnault. Xavier Niel possiede un hotel a cinque stelle nella stazione sciistica di Courchevel. Possiede anche il palazzo privato più costoso di Parigi, l'Hotel Lambert che ha acquistato per 200 milioni di euro nel febbraio 2022; la sua intenzione sarebbe quella di destinarlo a sede di una fondazione culturale.

### Cause giudiziarie
Nel 2004 l'ormai miliardario Niel ha trascorso un mese in carcere con l'accusa di sfruttamento della prostituzione, accusa da cui è stato successivamente prosciolto. Nel 2006 ha tuttavia dovuto pagare una multa di 250.000 euro per aver sottratto illegalmente dalle casse della sua società di sex shop 200.000 euro in contanti.

## Opere
- (FR) Xavier Niel e Dominique Roux, Les 100 mots de l'internet, 1ª ed., Parigi, PUF, maggio 2008, ISBN 978-2-13-056631-1.
- Xavier Niel e Dominique Roux, Le 100 parole di internet, traduzione di Giulia Mantè, Roma, Gremese, 2013, ISBN 978-88-8440-780-1.